# Lycomorpha pholus
Lycomorpha pholus är en fjärilsart som beskrevs av Dru Drury 1773. Lycomorpha pholus ingår i släktet Lycomorpha och familjen björnspinnare. Inga underarter finns listade i Catalogue of Life.